# Carlos Eduardo Novaes
Carlos Eduardo Novaes (Rio de Janeiro, 13 agosto 1940) è uno scrittore, commediografo e autore televisivo brasiliano.

## Biografia
Figlio di un ufficiale di Marina e di una casalinga, è personaggio eclettico, noto soprattutto per l'umorismo da lui riversato in ogni sua opera. Laureato in legge all'Università federale di Bahia, ha svolto diverse professioni prima di maturare la propria vocazione per la scrittura e per lo spettacolo. I suoi primi romanzi sono ispirati agli anni in cui ha collaborato con alcune testate giornalistiche come cronista; in seguito si è cimentato anche nella letteratura per l'infanzia. Tra le sue prove di narrativa si menzionano O imperador da Ursa Maior, in cui racconta la storia di due ragazzi (uno di famiglia benestante e uno che vive per strada), e Dialogo dos penis, con protagonisti due organi sessuali maschili. Ha inoltre scritto per il teatro e sceneggiato tre telenovelas, una delle quali, Samba d'amore, è stata trasmessa in Italia da Retequattro. 
È anche apparso come attore in quattro film, tra cui La caduta. Dirige la Casa do Riso, un teatro di Rio in cui vengono esclusivamente rappresentati pezzi comici e umoristici. Novaes è presidente della Sociedade Brasileira de Autores Teatrais (SBAT)  e vicepresidente della Federação Internacional de Sociedades de Autores Dramáticos (FEDRA).